# سباستین دوتیه
سباستین دوتیه (انگلیسی: Sébastien Duthier؛ زادهٔ ۵ ژانویهٔ ۱۹۸۱) بازیکن فوتبال اهل فرانسه است.
از باشگاه‌هایی که در آن بازی کرده‌است می‌توان به باشگاه فوتبال کلرمون فوت و باشگاه فوتبال کن اشاره کرد.